# Ruby Dee

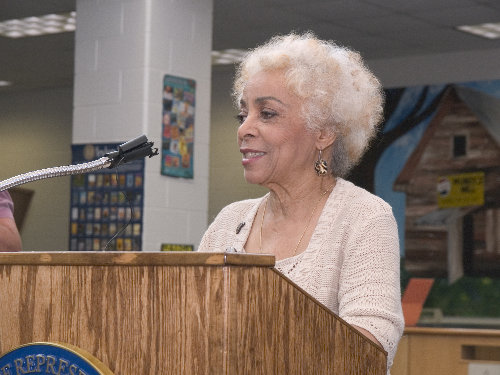
Ruby Dee w 2006

Ruby Dee, właśc. Ruby Ann Wallace (ur. 27 października 1922 w Cleveland w stanie Ohio, zm. 11 czerwca 2014 w New Rochelle w stanie Nowy Jork) − amerykańska aktorka, scenarzystka, dziennikarka i aktywistka, nominowana w 2008 do Oscara za drugoplanową rolę w filmie Amerykański gangster (2007).
Była żoną aktora Ossiego Davisa.

## Filmografia
- Człowiek, który pokonał strach (1957; znany również pod tytułem – Na skraju miasta) jako Lucy Tyler
- Rodzynek w słońcu (1961) jako Ruth Younger
- Incydent (1967) jako Joan Robinson
- W napięciu (1968) jako Laurie
- Czarny kowboj (1972) jako Ruth
- Korzenie: Następne pokolenia (1979; serial TV) jako Królowa Haley
- Ludzie-koty (1982) jako kobieta
- Rób, co należy (1989) jako Matka Siostra
- Podwójne śledztwo (1990) jako Corrine Dart
- Malaria (1991) jako pani Purify
- Półtora gliniarza (1993) jako Rachel
- Bastion (1994) jako Matka Abigail Freemantle
- W słusznej sprawie (1995) jako Evangeline
- Proste życzenie (1997) jako Hortense
- Dotyk anioła (1994−2003; serial TV) jako LaBelle (gościnnie; 1999)
- Geniusze w pieluchach (1999) jako Margo
- Letnia burza (2000) jako babcia
- Ich oczy oglądały Boga (2005) jako Nanny
- Numer 2 (2006) jako Nanna Maria
- CSI: Kryminalne zagadki Las Vegas (od 2000; serial TV) jako Mary Wilson (gościnnie; 2007)
- Amerykański gangster (2007) jako matka Franka Lucasa
- America (2009) jako pani Harper
- Tysiąc słów (2012) jako Annie McCall

## Nagrody
- Nagroda Emmy Najlepsza aktorka drugoplanowa w miniserialu lub filmie telewizyjnym: 1991 Decoration Day
- Nagroda Grammy Najlepszy album z recytowanymi tekstami: 2007 With Ossie And Ruby: In This Life Together
- Nagroda Gildii Aktorów Ekranowych Najlepsza aktorka drugoplanowa: 2008 Amerykański gangster 2001 Nagroda za Osiągnięcia Życia